# Neptunium 237
table
Le neptunium 237, noté 237Np, est l'isotope du neptunium dont le nombre de masse est égal à 237 : son noyau atomique compte 93 protons et 144 neutrons avec un spin 5/2+ pour une masse atomique de 237,048 17 g/mol. Il est caractérisé par un excès de masse de 44 871,6 ± 1,1 keV et une énergie de liaison nucléaire par nucléon de 7 574,99 keV. Un gramme de neptunium 237 présente une radioactivité de 26,3 MBq.
Il donne du protactinium 233 par désintégration α avec une énergie de désintégration de 4,959 MeV et une période radioactive de 2 144 000 ans ; c'est de loin le plus stable de tous les isotopes du neptunium.
Il est par ailleurs fissible, dans la mesure où il peut entretenir une réaction en chaîne à neutrons rapides, comme dans les armes nucléaires. Sa probabilité de fission demeure néanmoins faible avec les neutrons thermiques.

## Production du neptunium 237
C'est le seul isotope de neptunium produit en quantité significative lors du cycle du combustible nucléaire, à la fois par captures neutroniques successives sur l'uranium 235 — qui ne fissionne pas à chaque fois — et sur l'uranium 236, ou par des réactions (n, 2n) lorsque des neutrons rapides viennent éjecter des neutrons d'uranium 238 ou d'autres isotopes de plutonium.
De petites quantités de neptunium 237 se forment également à partir de l'américium 241 résultant de l'irradiation de l'uranium.

## Isotope indispensable pour la production de238Pu
Le neptunium 237 est un radionucléide clé pour l'exploration spatiale lointaine et les équipements à technologie pointue (généralement militaires) nécessitant une source d'énergie fiable et pérenne sans maintenance particulière. 
En effet, c'est le point de départ obligé de la production, par capture neutronique, du plutonium 238 suffisamment pur utilisé dans les générateurs thermoélectriques à radioisotope des sondes spatiales :
1
0n + 237
93Np ⟶ 238
93Np ⟶ 238
94Pu + e− + νe.
La désintégration β− du 238Np en 238Pu se produit avec une énergie de désintégration de 1,292 MeV et une période radioactive de 2,117 jours.
A son tour, le plutonium 238 donne de l'uranium 234 par désintégration α avec une énergie de désintégration de 5,593 MeV, une puissance spécifique d'environ 567 W/kg et une période radioactive de 87,75 ans :
238
94Pu {\displaystyle \mathrm {\xrightarrow[{87,75\ ans}]{\alpha \ 5,593\ MeV}} } 234
92U.
La longue demi-vie du plutonium 238 et l'absence de rayonnement γ susceptible d'interférer avec le fonctionnement des composants électroniques embarqués, ou d'irradier des personnes, en fait le radionucléide de choix pour les thermogénérateurs électriques. 
Les stocks de 238Pu constitués aux États-Unis depuis le projet Manhattan, grâce au complexe nucléaire de Hanford (en activité dans l'état de Washington de 1943 à 1977) et la mise au point des armes atomiques, sont actuellement quasi épuisés. L'extraction et la purification de nouvelles quantités suffisantes de 237Np extrait de combustibles nucléaires irradiés s'avère donc nécessaire à la reprise de la production de 238Pu afin de reconstituer les stocks indispensables à l'exploration spatiale par sonde robotisée.